# Riverworld, le monde de l'éternité
Pour plus de détails, voir Fiche technique et Distribution.
Riverworld, le monde de l'éternité (Riverworld) est un téléfilm australo-canado-anglo-américain réalisé par Kari Skogland, diffusé le 22 mars 2003 sur Sci Fi Channel.

## Synopsis
En 2009, une navette explose en arrivant sur Terre. Jeff Hale, le pilote, se réveille sur les rives d'un immense fleuve, suivi par des dizaines de personnes. Rapidement, il réalise qu'ils viennent tous d'époques différentes et qu'ils sont tous morts... Cette planète serait donc l'endroit où arrivent tous ceux qui décèdent sur Terre. Malgré l'assistance d'une intelligence supérieure, ils sont rapidement faits prisonniers et comprennent que seule compte la lutte pour le pouvoir. Un petit groupe, aidé par Brad, arrive à s'évader et rejoint les rebelles qui sont sur le point de mettre un immense bateau à l'eau…

## Commentaire
Basé sur les deux premiers volumes de la saga de PJ Farmer Le Fleuve de l'éternité, qui en compte cinq, cette petite production de qualité ressemble plutôt à un spin-off des livres, de par ses personnages, différents de ceux du cycle, comme Néron, méchant déclaré de l'histoire ou encore Brad Johnson, héros fictif, là où pratiquement tous les personnages de la saga sont historiques.
Ce pilote n'a pas abouti à une série télévisée. Cependant, en 2010 une mini-série de 3 heures, basée sur un journaliste tué dans un attentat, a été diffusée par la chaîne Syfy.

## Fiche technique
- Titre : Riverworld, le monde de l'éternité
- Titre original : Riverworld
- Réalisation : Kari Skogland
- Scénario : Stuart Hazeldine, d'après le cycle de romans Le Monde du fleuve de Philip José Farmer
- Musique : Victoria Kelly
- Directeur de la photographie : Allen Guilford
- Montage : Chris Plummer
- Distribution : Elizabeth Melcher, Deirdre Bowen, Nina Gold, Annabel Lomas et Holly Powell
- Création des décors : Ralph Davies et Simon Murton
- Direction artistique : Nick Bassett et Miro Harre
- Création des costumes : Jane Holland
- Effets spéciaux de maquillage : Gabrielle Jones et Dan Perry
- Effets spéciaux : Sharon Ninness
- Supervision des effets visuels : Paul Butterworth
- Effets visuels : Calibre Digital Pictures
- Productrices : Janine Dickins et Mary Kahn
- Coproducteur : Justin Thomson
- Producteurs exécutifs : Alex Proyas, Topher Dow, John Morayniss, Gub Neal, Don Reynolds, Janine Coughlin, Vince Gerardis et Ralph Vicinanza
- Coproducteur exécutif : Stuart Hazeldine
- Compagnies de production : Alliance Atlantis Communications, Tasman Films, Box TV et Sci Fi Pictures
- Compagnie de distribution : Universal Pictures Home Entertainment
- Pays d'origine : Australie, Canada, Royaume-Uni, États-Unis
- Langue : Anglais
- Son : Dolby Digital
- Image : Couleurs
- Ratio écran : 1,78:1
- Format : 35 mm
- Genre : Aventure, fantastique
- Durée : 86 minutes
- Dates de sortie : 22 mars 2003 (États-Unis), 7 octobre 2004 (France)

## Distribution
- Brad Johnson : Jeff Hale
- Karen Holness : Mali
- Emily Lloyd : Alice Liddell Hargreaves
- Jeremy Birchall : Lev Ruach
- Kevin Smith : Valdemar
- Nikita Kearsley : Gwenafra
- Brian Moore : Monat
- Cameron Daddo (VF : Éric Legrand) : Samuel Langhorne Clemens
- Jonathan Cake : Néron
- Paolo Rotondo : Flavius
- Patrick Kake : Tane
- Colin Moy : Langer
- Lloyd Edwards : le mystérieux étranger
- Crawford Thomson : un guerrier

## Autour du film
- Le tournage s'est déroulé en Nouvelle-Zélande.
- Le film est dédié à Kevin Smith, qui interprète ici Valdemar, décédé le 15 février 2002, peu après la fin du tournage.
- Alice Lidell Hargreaves, le personnage interprété par Emily Lloyd, est supposé être une version adulte de la petite fille qui inspira la célèbre histoire d’Alice au pays des merveilles.
- Le réalisateur australien Alex Proyas est l'un des producteurs exécutifs du film.

## Accueil
Le téléfilm a été vu par 2,735 millions de téléspectateurs lors de sa première diffusion.

## Récompenses
- Nomination au prix du meilleur téléfilm, lors de l'Académie des films de science-fiction, fantastique et horreur 2004.